# Tour de Beauce
Die Tour de Beauce (auch Grand Prix Cycliste de Beauce) ist ein kanadisches Straßenradrennen für Männer.
Das Rennen wurde 1986 zum ersten Mal ausgetragen und findet seitdem jährlich im Mai statt. Seit 2005 zählt das Etappenrennen zur UCI America Tour und ist in die Kategorie 2.2 eingestuft. Austragungsort ist die Region Beauce in der Provinz Québec.

## Palmarès
| Jahr | Sieger                 | Zweiter                      | Dritter                |          |
| ---- | ---------------------- | ---------------------------- | ---------------------- | -------- |
| 1986 | James Gilles           | Jacques Guenette             | Michael Belcourt       |          |
| 1987 | Yvan Waddell           | Chris Koberstein             | Étienne Lemieux        |          |
| 1988 | Gervais Rioux          | Brian Fowler                 | Bruno Giangioppi       |          |
| 1989 | Sean Way               | Scott Goguen                 | Gervais Rioux          |          |
| 1990 | Graeme Miller          | Edward Karczmarczyk          | David Spears           |          |
| 1991 | Czeslaw Lukaszewicz    | Tim Lefebvre                 | Chris Koberstein       |          |
| 1992 | Jean-Christophe Currit | Kirill Beljaev               | Jacques Landry         |          |
| 1993 | Marty Jemison          | Alexander Torkatchenko       | Roland Green           |          |
| 1994 | Jacques Landry         | Jeff Stobie                  | Anthony Bergson        |          |
| 1995 | Eric Wohlberg          | José Manuel García           | Fabien Bergeron        |          |
| 1996 | Igor Bonciucov         | Matthew White                | Steve Bauer            |          |
| 1997 | Jonathan Vaughters     | Matt Anand                   | Trent Klasna           |          |
| 1998 | Levi Leipheimer        | Andrzej Sypytkowski          | Artur Babaitsev        |          |
| 1999 | Levi Leipheimer        | Jan Hruška                   | Scott Moninger         |          |
| 2000 | Tomáš Konečný          | René Andrle                  | Scott Moninger         |          |
| 2001 | Henk Vogels junior     | Scott Moninger               | Zbigniew Piątek        |          |
| 2002 | Michael Rogers         | Matt DeCanio                 | Lubor Tesař            |          |
| 2003 | John Lieswyn           | Chris Baldwin                | Tomáš Konečný          |          |
| 2004 | Tomasz Brożyna         | Nathan O’Neill               | Scott Moninger         |          |
| 2005 | Nathan O’Neill         | Svein Tuft                   | Jeff Louder            |          |
| 2006 | Walerij Kobsarenko     | Sergei Sergejewitsch Lagutin | Danny Pate             |          |
| 2007 | Ben Day                | Svein Tuft                   | Danny Pate             |          |
| 2008 | Svein Tuft             | Bernardo Colex junior        | Moisés Aldape          |          |
| 2009 | Scott Zwizanski        | Sergio Henao                 | Darwin Atapuma         |          |
| 2010 | Ben Day                | Darren Rolfe                 | Marc de Maar           |          |
| 2011 | Francisco Mancebo      | Bernardo Colex junior        | Svein Tuft             |          |
| 2012 | Rory Sutherland        | Hugo Houle                   | Christian Meier        |          |
| 2013 | Nathan Brown           | Philip Deignan               | Christian Meier        |          |
| 2014 | Toms Skujiņš           | Rob Britton                  | Serghei Țvetcov        |          |
| 2015 | Pello Bilbao           | Toms Skujiņš                 | Dion Smith             |          |
| 2016 | Gregory Daniel         | Hugo Houle                   | Robin Carpenter        |          |
| 2017 | Andžs Flaksis          | Clément Russo                | Jordan Cheyne          |          |
| 2018 | James Piccoli          | Daniel Whitehouse            | Serghei Țvetcov        |          |
| 2019 | Brendan Rhim           | James Piccoli                | Nickolas Zukowsky      |          |
| 2020 | abgesagt               | abgesagt                     | abgesagt               | abgesagt |
| 2021 | abgesagt               | abgesagt                     | abgesagt               | abgesagt |
| 2022 | abgesagt               | abgesagt                     | abgesagt               | abgesagt |
| 2023 | Luke Valenti           | Tyler Stites                 | Carson Miles           |          |
| 2024 | Josh Burnett           | Tyler Stites                 | Ian Lopez de San Roman |          |
| 2025 | Diego Camargo          | Mattia Gaffuri               | Óscar Sevilla          |          |